# Grand-Aigueblanche
Grand-Aigueblanche est une commune nouvelle, située dans le département de la Savoie, en région Auvergne-Rhône-Alpes, créée le 1er janvier 2019.
Elle est issue de la fusion d'Aigueblanche, du Bois et de Saint-Oyen.

## Géographie

### Communes limitrophes
|                        | La Léchère                     | Aime-la-Plagne |
|                        | Grand-Aigueblanche             | Hautecour      |
| Les Avanchers-Valmorel | Salins-Fontaine Les Belleville | Moûtiers       |

### Climat
Pour des articles plus généraux, voir Climat d'Auvergne-Rhône-Alpes et Climat de la Savoie.
En 2010, le climat de la commune est de type climat de montagne, selon une étude du Centre national de la recherche scientifique s'appuyant sur une série de données couvrant la période 1971-2000. En 2020, Météo-France publie une typologie des climats de la France métropolitaine dans laquelle la commune est exposée à un climat de montagne ou de marges de montagne et est dans la région climatique  Alpes du nord, caractérisée par une pluviométrie annuelle de 1 200 à 1 500 mm, irrégulièrement répartie en été. 
Pour la période 1971-2000, la température annuelle moyenne est de 10,3 °C, avec une amplitude thermique annuelle de 19,4 °C. Le cumul annuel moyen de précipitations est de 1 229 mm, avec 9,6 jours de précipitations en janvier et 8,6 jours en juillet. Pour la période 1991-2020, la température moyenne annuelle observée sur la station météorologique de Météo-France la plus proche, « Moutiers », sur la commune de Moûtiers à 3 km à vol d'oiseau, est de 11,9 °C et le cumul annuel moyen de précipitations est de 930,4 mm,. Pour l'avenir, les paramètres climatiques de la commune estimés pour 2050 selon différents scénarios d'émission de gaz à effet de serre sont consultables sur un site dédié publié par Météo-France en novembre 2022.
| Mois                                  | jan.             | fév.           | mars            | avril           | mai           | juin           | jui.         | août          | sep.          | oct.            | nov.           | déc.           | année      |
| ------------------------------------- | ---------------- | -------------- | --------------- | --------------- | ------------- | -------------- | ------------ | ------------- | ------------- | --------------- | -------------- | -------------- | ---------- |
| Température minimale moyenne (°C)     | −1,9             | −1,1           | 2,6             | 5,9             | 9,8           | 13,2           | 15           | 14,8          | 11,3          | 7,3             | 2,4            | −1             | 6,5        |
| Température moyenne (°C)              | 1,6              | 3,6            | 8,4             | 12,2            | 16,1          | 19,7           | 21,7         | 21,4          | 17,1          | 12,4            | 6,4            | 1,9            | 11,9       |
| Température maximale moyenne (°C)     | 5,2              | 8,4            | 14,2            | 18,5            | 22,3          | 26,1           | 28,4         | 28            | 23            | 17,5            | 10,3           | 4,9            | 17,2       |
| Record de froid (°C) date du record   | −18,2 15.01.1966 | −17 12.02.1956 | −13 05.03.1949  | −5,5 06.04.1970 | −1 04.05.1967 | 1,2 04.06.1989 | 5 01.07.1948 | 4 24.08.1953  | 0 26.09.1947  | −4,5 31.10.1950 | −10,2 27.11.05 | −18 27.12.1962 | −18,2 1966 |
| Record de chaleur (°C) date du record | 16,5 02.01.03    | 22,5 24.02.21  | 28,1 22.03.1990 | 32 27.04.1947   | 36 31.05.1947 | 38 23.06.03    | 42 07.07.15  | 41 04.08.1947 | 34 20.09.1947 | 29,1 01.10.19   | 23,2 02.11.08  | 19 03.12.03    | 42 2015    |
| Précipitations (mm)                   | 96,7             | 70,6           | 73,3            | 58,6            | 78,8          | 74,7           | 77,2         | 74            | 64,8          | 75,3            | 79,6           | 106,8          | 930,4      |

## Urbanisme

### Typologie
Au 1er janvier 2024, Grand-Aigueblanche est catégorisée bourg rural, selon la nouvelle grille communale de densité à sept niveaux définie par l'Insee en 2022.
Elle appartient à l'unité urbaine de Grand-Aigueblanche, une unité urbaine monocommunale constituant une ville isolée,. Par ailleurs la commune fait partie de l'aire d'attraction de Moûtiers, dont elle est une commune de la couronne,. Cette aire, qui regroupe 7 communes, est catégorisée dans les aires de moins de 50 000 habitants,.

## Histoire
Créée par un arrêté préfectoral du 13 novembre 2018, la nouvelle commune est issue du regroupement des trois communes d'Aigueblanche, du Bois et de Saint-Oyen, qui deviennent des communes déléguées. Son chef-lieu est fixé à Aigueblanche.

## Politique et administration

### Administration municipale
| Nom                  | Code Insee | Intercommunalité              | Superficie (km2) | Population (dernière pop. légale) | Densité (hab./km2) |
| -------------------- | ---------- | ----------------------------- | ---------------- | --------------------------------- | ------------------ |
| Aigueblanche (siège) | 73003      | CC des Vallées d'Aigueblanche | 19,67            | 3 195 (2016)                      | 162                |
| Le Bois              | 73045      | CC des Vallées d'Aigueblanche | 5,55             | 398 (2016)                        | 72                 |
| Saint-Oyen           | 73266      | CC des Vallées d'Aigueblanche | 2,11             | 220 (2016)                        | 104                |

### Liste des maires
| Période        | Période  | Identité      | Étiquette | Qualité                                                                          |
| -------------- | -------- | ------------- | --------- | -------------------------------------------------------------------------------- |
| 3 janvier 2019 | En cours | André Pointet | SE        | Président de la CC des Vallées d'Aigueblanche Maire d'Aigueblanche (2001 → 2018) |

## Population et société

### Démographie
L'évolution du nombre d'habitants est connue à travers les recensements de la population effectués dans la commune depuis sa création.

En 2022, la commune comptait 3 794 habitants, en évolution de −0,5 % par rapport à 2016 (France hors Mayotte : +2,11 %).
| 2015  | 2020  | 2022  |
| ----- | ----- | ----- |
| 3 783 | 3 823 | 3 794 |

## Culture locale et patrimoine
- Église Saint-Martin de Villargerel.